# Gaultherieae
Gaultherieae, tribus grmova iz porodice vrjesovki smješten u potporodicu Vaccinioideae. Postoji sedam rodova, među kojima je rod gaulterija tipičan. gaulterije su vazdazeleni grmovi na jugu i jugoistoku Azije, istonoj Australiji i obje Amerike. Drgi značajan rod je hamedafne (Chamaedaphne), otrovni vazdazeleni grm raširen po istočnoj Europi i velikim dijelovima Azije i Sjeverne Amerike

## Rodovi
1. Chamaedaphne Moench
2. Diplycosia Blume
3. Eubotrys Nutt.
4. Eubotryoides (Nakai) H.Hara
5. Gaultheria L.
6. Leucothoe D.Don
7. Tepuia Camp